# Carl Gustav von Rosen
Carl Gustav von Rosen (anche Carl Gustaf) (Helgesta, 19 agosto 1909 – Gode, 13 luglio 1977) è stato un aviatore e mercenario svedese, pioniere dell'aviazione e particolarmente noto per la sua vasta attività umanitaria e militare al servizio di varie nazioni in diverse parti del mondo.
Pilota della Croce Rossa svedese durante la guerra d'Etiopia, si offrì volontario e combatté con la Finlandia durante la guerra d'inverno, mentre dopo la seconda guerra mondiale fu istruttore per conto dell'aviazione militare dell'Impero d'Etiopia; pilota alle dipendenze della missione delle Nazioni Unite durante il periodo della "crisi del Congo", sul finire degli anni 1960 fu assunto, di fatto come mercenario, dalla repubblica del Biafra per combattere nel corso della guerra civile nigeriana.
Impegnato in attività umanitarie a favore della popolazione dell'Etiopia, rimase ucciso il 13 luglio 1977 in un attacco di guerriglieri somali a Gode, durante le fasi iniziali della guerra dell'Ogaden.

## Biografia

### Dall'Etiopia al Congo
Carl Gustav von Rosen nacque il 19 agosto 1909 a Helgesta, nella municipalità di Flen nella Svezia orientale, in una famiglia di nobili natali: terzo di sei figli, suo padre, il conte Eric von Rosen, era un noto esploratore ed etnografo autore di viaggi in Sudamerica e Africa mentre sua zia Carin von Kantzow divenne la prima moglie del gerarca nazista Hermann Göring. Carl dimostrò di avere forti differenze di opinioni rispetto a quelle dei suoi parenti, tanto da essere considerato come la "pecora nera" di famiglia: iscritto al prestigioso collegio scolastico di Lundsbergs, ne venne espulso a causa del suo comportamento e divenne quindi apprendista meccanico in un cantiere navale locale; interessatosi all'aeronautica, nel 1928 acquistò un vecchio biplano Sopwith Camel e fondò una piccola scuola di volo, esibendosi anche come pilota acrobatico in occasione di manifestazioni aeree.
Allo scoppio della guerra d'Etiopia nell'ottobre del 1935, von Rosen si offrì volontario come pilota d'aerei per la missione della Croce Rossa svedese inviata nel paese a sostegno degli etiopi, trasportando medicinali ed evacuando feriti per via aerea spesso in condizioni molto pericolose, riportando anche in un attacco una serie di ustioni a causa delle bombe caricate a gas mostarda impiegate dall'aeronautica italiana; in seguito, condusse anche missioni di trasporto di armi e rifornimenti militari a favore dei guerriglieri etiopi attivi contro l'occupazione italiana del paese.
Rientrato in patria, trovò lavoro come pilota di linea presso la KLM, una delle prime compagnie aeree pubbliche; stabilitosi nei Paesi Bassi, si sposò con Johanna Franciena Krijgsman. Quando l'Unione Sovietica attaccò la Finlandia nel novembre del 1939, dando avvio alla cosiddetta "guerra d'inverno", von Rosen lasciò temporaneamente il suo incarico civile per offrirsi volontario nell'aeronautica finlandese (Suomen ilmavoimat): acquistato a proprie spese un velivolo di linea Douglas DC-2 della KLM, lo riattrezzò a bombardiere e lo condusse personalmente in un'incursione contro le linee sovietiche nel marzo del 1940. Rientrato nei Paesi Bassi al termine del conflitto, al momento dell'invasione tedesca nel maggio del 1940 fuggì dal paese con un Douglas DC-3 della KML trasportando in Inghilterra un carico di documenti importanti del governo olandese; tentò di offrirsi volontario per l'arruolamento nella Royal Air Force, ma visti i suoi legami di parentela con Hermann Göring venne respinto e, rientrato in Svezia, lavorò per il resto del conflitto come pilota per la compagnia svedese AB Aerotransport. Sua moglie collaborò con la Resistenza olandese, fu catturata dalla Gestapo e inviata nel campo di concentramento di Dachau; sopravvisse fino alla liberazione, ma si suicidò nel 1949.
Nel 1945 von Rosen fu invitato in Etiopia, appena restaurata nella sua indipendenza dopo l'occupazione italiana, dall'imperatore Hailé Selassié perché fornisse la sua opera come capo istruttore per i piloti della ricostituita aeronautica militare etiope (Ye Ithopya Ayer Hayl). Von Rosen rimase in Etiopia fino al 1957 quando rientrò in patria a causa di contrasti politici con gli ufficiali etiopi; fu assunto come pilota dalla compagnia di voli charter svedese Transair Sweden AB, lavorando per essa fino al 1969: nel 1960 i velivoli della compagnia furono affittati dalle Nazioni Unite per operare in appoggio alla missione ONUC, impegnata negli eventi della cosiddetta "crisi del Congo", e von Rosen servì fino al 1962 come pilota per il segretario generale Dag Hammarskjöld.

### La guerra del Biafra

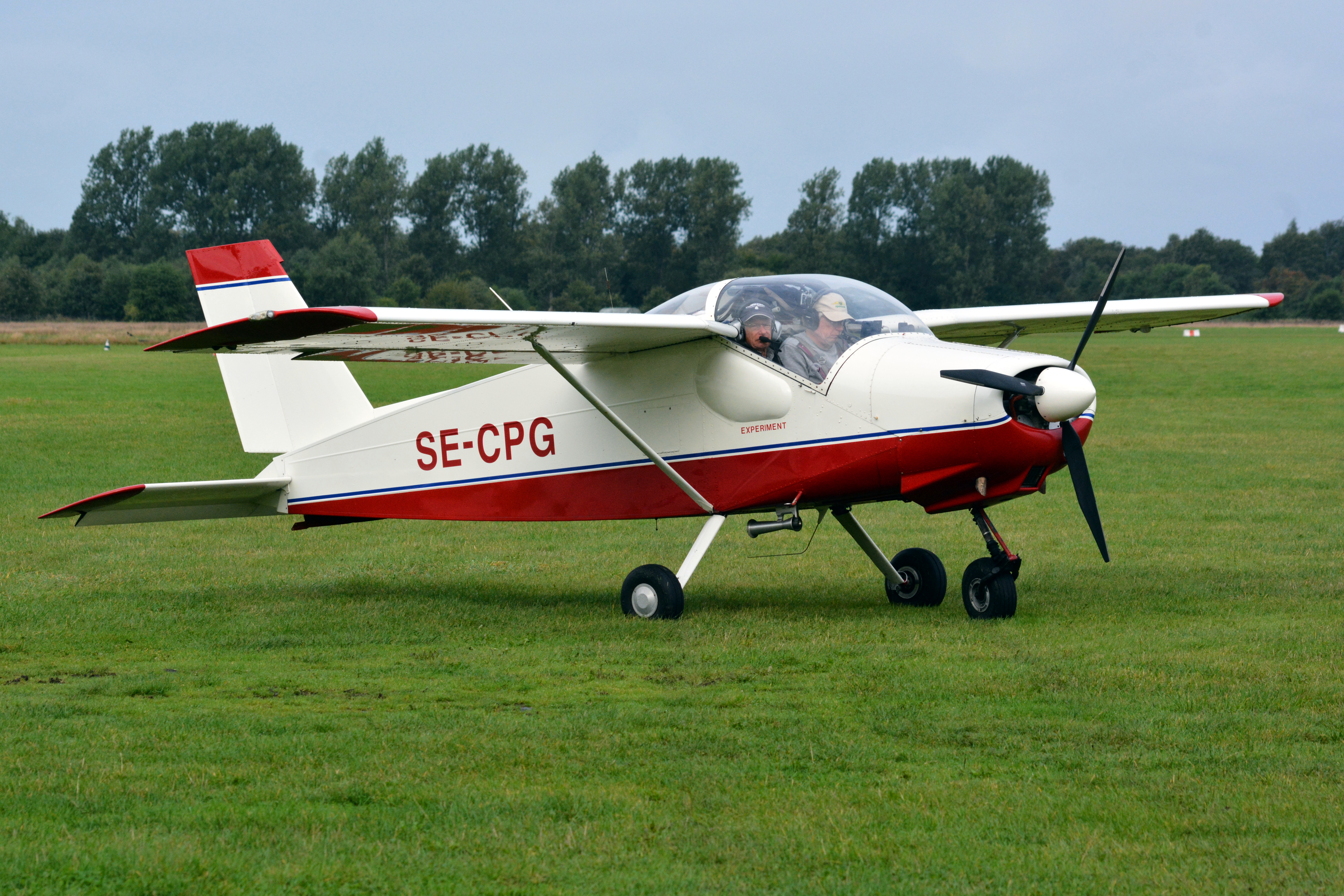
Un Malmö MFI-9 del tipo di quelli usati da von Rosen in Biafra

Nell'agosto del 1968 la Transair fu ingaggiata dal comitato di assistenza religioso Nordchurchaid per trasportare rifornimenti di viveri nella regione del Biafra, insorta contro il governo della Nigeria e autoproclamatasi indipendente: il Biafra era soggetto a un totale blocco aereo e navale da parte delle forze armate nigeriane, ma von Rosen condusse personalmente varie missioni di rifornimento con un Douglas DC-7 lungo la rotta São Tomé - Uli, volando a pelo dell'acqua per sfuggire ai radar nemici. La situazione del Biafra, in preda a una disastrosa carestia, completamente isolato e soverchiato dalle meglio equipaggiate truppe nigeriane, spinse von Rosen, benché ormai sessantenne, ad assumere un ruolo più attivo nel conflitto: iniziò a trasportare dei carichi di armi in favore dei biafrani, ma visto che questa attività andava contro la missione umanitaria della Nordchurchaid nel dicembre del 1968 von Rosen si dimise dalla Transair e prese accordi con il presidente biafrano Chukwuemeka Odumegwu Ojukwu per collaborare alla ricostruzione dell'aeronautica locale.
Il Biafra aveva iniziato il conflitto con una piccola forza aerea basata su un pugno di vecchi bombardieri a elica della seconda guerra mondiale e qualche elicottero, velivoli rapidamente soverchiati dai moderni aviogetti da combattimento di costruzione sovietica ricevuti dai nigeriani dopo la firma di un accordo di collaborazione con l'URSS. Nel maggio del 1969 von Rosen concordò l'acquisto in Svezia di cinque piccoli monoplani a elica Malmö MFI-9, velivoli non ritenuti di valore militare, con la copertura di una fornitura di aerei da addestramento per l'aeronautica della Tanzania (uno dei pochi Stati a riconoscere il governo del Biafra); con l'appoggio dei servizi segreti francesi, i velivoli furono portati in una base militare della Francia ed equipaggiati con razzi e serbatoi di carburante supplementari, per poi essere spediti a Libreville in Gabon: qui furono presi in consegna da von Rosen, da altri due piloti svedesi e da due piloti biafrani, e dopo un periodo di addestramento furono portati in volo fino a una piccola pista all'interno del Biafra.
Il 22 maggio 1969 von Rosen condusse la sua piccola squadriglia in un raid contro la base aerea nigeriana di Port Harcourt, seguito nei giorni seguenti da altri quattro attacchi mordi-e-fuggi contro le basi di Enugu, Benin City e di nuovo Port Harcourt: il MFI-9 (soprannominato "MiniCOIN" da Miniature Counter-Insurgency, "controinsorgenza in miniatura") si rivelò un ottimo velivolo per questo genere di guerriglia aerea, potendo volare talmente basso da non essere rilevato dai radar e costituendo un bersaglio difficile per l'antiaerea, e nel giro di pochi giorni distrusse al suolo diversi moderni aviogetti dei nigeriani, tra cui due caccia MiG-17 e tre bombardieri Il-28 (metà della forza di bombardieri moderni dell'aeronautica nigeriana). Stanco e ammalato, von Rosen lasciò il Biafra ai primi di giugno del 1969, lasciando i suoi velivoli alla ricostituita aviazione biafrana e rientrando in patria; le sue azioni furono sconfessate dal governo svedese ma gli garantirono un vasto sostegno popolare, e von Rosen fu assolto da una commissione d'inchiesta riunita per investigare sul suo operato. Tornò un'altra volta in Biafra nel settembre seguente, ma per il resto del conflitto svolse principalmente attività di propaganda in patria a sostegno della causa dei biafrani.

### La morte
Nel 1975 von Rosen tornò in Africa dopo essere stato contattato dal governo etiope: al comando di una piccola flottiglia di aerei leggeri Saab Safari, condusse un'incessante opera di distribuzione di viveri per via aerea nelle zone isolate del paese, flagellato da una pesante carestia. Il 13 luglio 1977, mentre si trovava nella cittadina di Gode, von Rosen rimase vittima di un attacco con granate condotto da alcuni guerriglieri somali impegnati nella cosiddetta "guerra dell'Ogaden" contro l'Etiopia; il suo corpo fu poi seppellito nella capitale Addis Abeba.